# 川越進
川越 進（かわごえ すすむ、1848年6月20日（嘉永元年5月20日）- 1914年（大正3年）11月16日）は、明治時代の政治家。現在の宮崎県宮崎市生まれ。鹿児島県会議員・同議長、宮崎県会議長を経て、衆議院議員（5期）。宮崎県が鹿児島県に併合されていた時代に宮崎県分県（再置）運動を導き、「宮崎県の父」と称される。

## 経歴
日向国宮崎郡加納に飫肥藩士の川越茂平の子として生まれる。1854年に郷校の明教堂に入った。
1872年に宮崎県加納村戸長となった後、宮崎県訓導、同出仕となるが、1876年に宮崎県は鹿児島県に編入されてしまう。それに伴い、川越は鹿児島県宮崎支庁に出仕する。西南戦争では鹿児島県を依願免官して旧飫肥藩士らとともに薩摩軍に従軍した（飫肥隊）。薩摩軍敗北後、川越は1880年に鹿児島県会議員に初当選し、同副議長（1881年）、同議長（1883年）、同常置委員となる。
鹿児島県議時代は宮崎県の再設置運動に力を尽くし、川越が同議長の際にそれを可決し、1883年に宮崎県の再設置を成し遂げた。宮崎県再設置に伴い宮崎県会が置かれ、川越は議長に就任、同常置委員、北那珂郡長を経て、1890年の第1回衆議院議員総選挙に立憲自由党から立候補して当選する。以来当選5回を数えた。1910年に東京に転居したが、1912年の衆議院議員の任期満了で議員を引退した。
このほか日州燐礦肥料会社社長を務めた。
1914年に宮崎にて病没。墓所は東京の青山墓地にある。